# Olasz Kelet-Afrika
Olasz Kelet-Afrika (olaszul: Africa Orientale Italiana) történelmi állam Északkelet-Afrika területén, amely 1936 és 1941 között Olaszország gyarmata volt.

## Igazgatása
A gyarmat a mai Etiópia, Eritrea és Szomália területére terjedt ki. 1936-ban, a második olasz-etióp háború (abesszíniai háború) után hozták létre az olaszok korábbi (Eritrea és Szomáliföld) és frissen megszerzett (Etiópia) területeikből.
Olasz Kelet-Afrika hat tartományból állt: Amhara, Eritrea, Galla-Sidamo, Harar, Scioa (Shewa) és Olasz-Szomáliföld. 
| Tartomány       | Székhely     | Népesség (kb.) | Címer |
| --------------- | ------------ | -------------- | ----- |
| Amhara          | Gondar       | 2 000          |       |
| Eritrea         | Aszmara      | 1 000          |       |
| Harar           | Harar        | 1 300 000      |       |
| Galla és Sidama | Jimma        | 1 600 000      |       |
| Scioà           | Addisz-Abeba | 300 000        |       |
| Somalia         | Mogadishu    | 1 300 000      |       |

A tartományokat olasz kormányzók irányították, akik az alkirálynak voltak alárendelve.
Olasz Kelet-Afrika alkirályai:
- 1936 Pietro Badoglio
- 1936-37 Rodolfo Graziani
- 1937-41 Amadeo herceg
- 1941 Pietro Gazzera
- 1941 Guglielmo Nasi (megbízott)

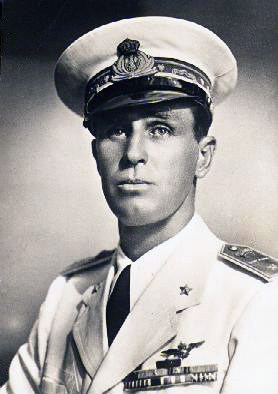
Amedeo di Savoia-Aosta (1898-1942) alkirály

A gyarmat területe átmenetileg megnőtt, amikor 1940-ben az olaszok megszállták Brit Szomáliföldet, és Szomália tartományhoz csatolták.
1941 nyarán az ellentámadás során a britek egész Olasz Kelet-Afrikát megszállták, így a gyarmat felbomlott (a helyi olasz csapatok 1943 őszéig gerillaharcot vívtak a britek ellen).

## A gyarmat irányítása
A fasiszta Olaszország gyarmati uralma kemény megpróbáltatást hozott a bennszülött lakosságnak. Az oszd meg és uralkodj elvét követve az Etiópiát korábban irányító amhara népcsoport és az Etióp Ortodox Egyház vezető pozícióinak megtörése érdekében támogatták a kisebb (tigray-k, szomáliak) nemzetiségiek területi igényeit, valamint a római katolikus egyházat, sőt az iszlámot is.
Az ellenállási kísérleteket keményen megtorolták. 1937 május 21-én a Rodolfo Graziani kormányzó ellen elkövetett sikertelen gyilkossági kísérlet után az olasz katonák a feltételezett elkövetőket üldözve betörtek a Debre Libanos kolostorba és lemészároltak 297 szerzetest és 23 világi személyt. Később Addisz-Abebában is több száz embert öltek meg.
Az olasz kormányzat fontos célja volt az olasz telepesek támogatása, de 1940-ig kb. 3200 olasz földműves érkezett a gyarmatra, ami a tervezett szám alig tizede volt. Az ellenállás, a kedvezőtlen természeti feltételen, a nyersanyagok hiánya nagyon megdrágította a gyarmat eltartását. A becslések szerint az alapvető infrastruktúra kiépítése Olaszország egy teljes évi jövedelmét felemésztette volna.

## A második világháború
1940-ben Olaszország kelet-afrikai gyarmatairól kiindulva kísérletet tett a brit gyarmatok elfoglalására. Egy rövid időre megszállta Brit Szomáliföldet (ami az olasz hadsereg egyetlen olyan győzelme volt a II. világháborúban, ahol a németek nem segítették). Majd az Etiópiából Líbia felé tervezett áttöréssel a britek Egyiptomban lévő egységeit próbálta meg elszigetelni.ám Olasz Kelet-Afrikát is brit gyarmatok vették körül: Szudán, Kenya és a Vörös-tenger túlpartján Aden, az Európába vezető Szuezi-csatorna pedig szintén a britek kezén volt. 

A kelet-afrikai hadjárat északi frontja, 1941

Így hamarosan az olasz csapatok szigetelődtek és kényszerültek védekezésre. A háború kezdetén 90 000 olasz és 200 000 velük szövetséges bennszülött katona állomásozott Olasz Kelet-Afrika területén. A britek főerői Szudán felől támadtak, és 2 hónap múlva (1941 májusban) Amba Alaginál döntő győzelmet arattak. Az utolsó csapatok november végén kapituláltak, de 1943-ig kb. 7000 olasz katona folytatta a britek elleni gerillaháborút.

## Fordítás
- Ez a szócikk részben vagy egészben  az   Italian East Africa című angol Wikipédia-szócikk fordításán alapul.  Az eredeti cikk szerkesztőit annak laptörténete sorolja fel. Ez a jelzés csupán a megfogalmazás eredetét és a szerzői jogokat jelzi, nem szolgál a cikkben szereplő információk forrásmegjelöléseként.